# Гливицкий трамвай
Гливицкий трамвай — система трамвайной коммуникации в г. Гливице. Движение открыто 26 aвгуста 1894 года. На 2012 год действовало 2 маршрутов, которые обслуживались oдним депо.
Гливицкий трамвай — самая короткая активная городская трамвайная система в Польше. Теперь действует 75 метровый отрезок от границ Гливиц в трамвайное депо в Гливицах, на котором находится одна остановка. На отрезке от трамвайного депо в трамвайную кольцу трамваи ликвидированы 1 сентября 2009.
Длина путей выносила вокруг 8,5 км.

## Маршруты
| № | Начальная остановка | Маршрут | Конечная остановка       |
| - | ------------------- | ------- | ------------------------ |
| 2 | Гливице Депо        | Забже   | Бытом Площадь Сикорского |
| 4 | Гливице Депо        | Забже   | Забже Забоже             |